# Micofago

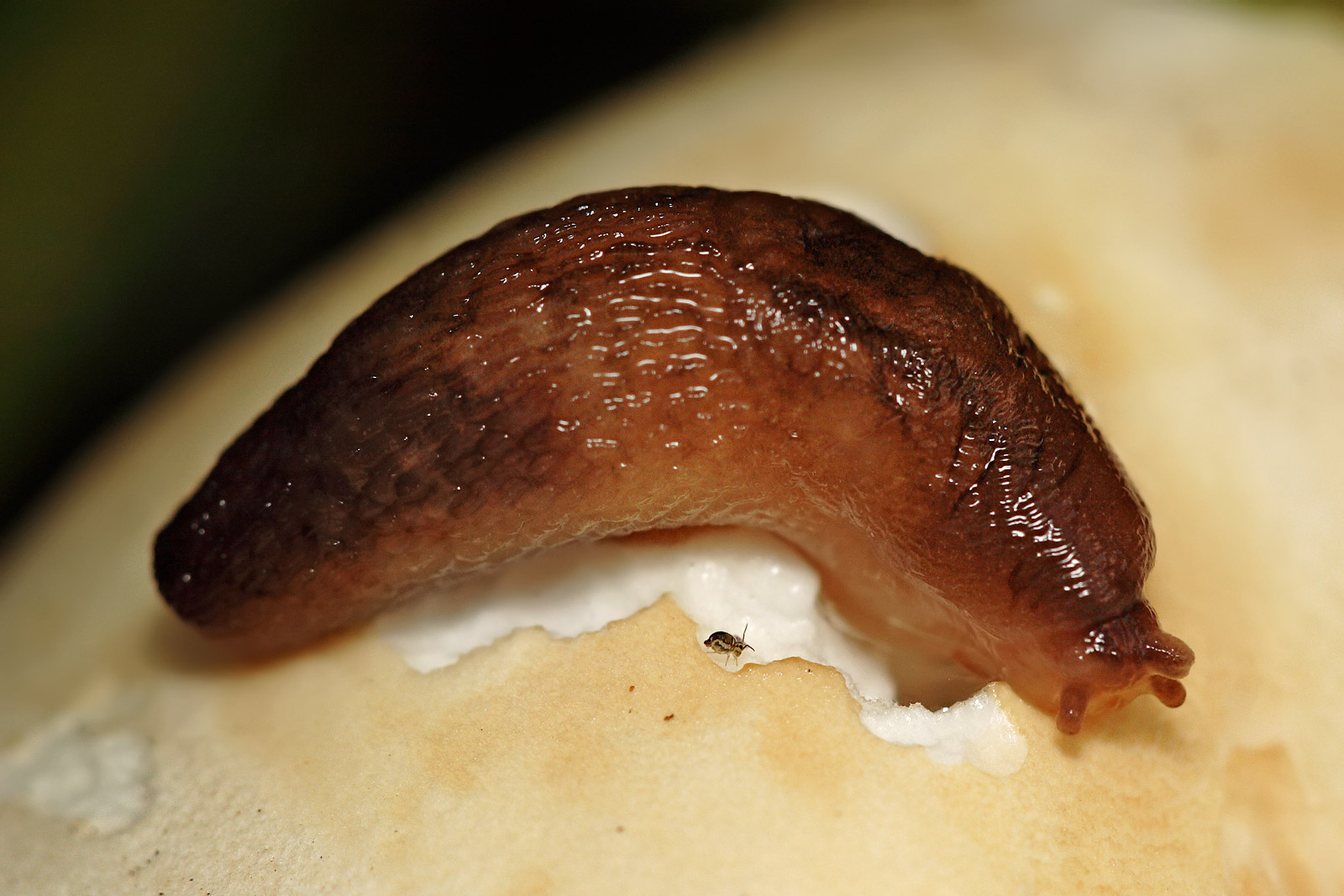
Lehmannia nyctelia, un mollusco micofago

In zoologia è definito micofago, micetofago o fungivoro un animale che si nutre prevalentemente di funghi. Praticano questo genere di alimentazione organismi di molti raggruppamenti animale, non solo vertebrati. La specie micetofaghe sono ad esempio numerose tra gli insetti e i nematodi.